# Liste der Monuments historiques in Utelle
Die Liste der Monuments historiques in Utelle führt die Monuments historiques in der französischen Gemeinde Utelle auf.

## Liste der Bauwerke
| Bezeichnung                                              | Beschreibung                       | Standort                             | Kennzeichnung | Schutzstatus | Datum | Bild           |
| -------------------------------------------------------- | ---------------------------------- | ------------------------------------ | ------------- | ------------ | ----- | -------------- |
| Kirche St-Véran                                          | Erbaut ab dem 11. Jahrhundert      | (Lage)                               | PA00080900    | Classé       | 1963  | weitere Bilder |
| Chapelle des Pénitents blancs                            | Kapelle, erbaut im 18. Jahrhundert | (Lage)                               | PA00080899    | Classé       | 1979  | weitere Bilder |
| Canal de la Vésubie Prise d'eau de Saint-Jean-la-Rivière | Erbaut 1880                        | Pont de Saint-Jean-la-Rivière (Lage) | PA06000022    | Inscrit      | 2001  | weitere Bilder |

## Liste der Objekte

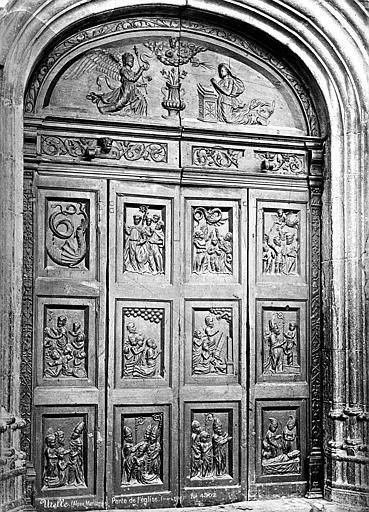
Tür mit Schnitzereien in der Kirche St-Véran (16. Jahrhundert)

- Monuments historiques (Objekte) in Utelle in der Base Palissy des französischen Kultusministeriums